# Кофердам
Кофердам се наричат няколко вида устройства и съоръжения в различни области на техниката.

## Корабостроене
Кофердамът в плавателен съд представлява тесен отсек, служещ за разделение на помещенията на кораба. Използва се за предотвратяване на течове на газове или течности от цистерни. Във военното корабостроене под кофердам се разбира водонепроницаем отсек между бронирания пояс и водонепроницаема преграда. В конструкцията на бронепалубните крайцери се разполага при водолинията, между наклонената бронирана палуба и външния борд. Предназначен е за локализация на повреди по обшивката, нерядко е запълнен с целулоза или с кокосови очистки.

## Стоматология
Кофердамът е помощно средство, използвано при зъболечение. Представлява тънък еластичен латексов или гумен лист за еднократно и индивидуално ползване, с което се изолират зъбите от оралните течности и тъкани.

## Строителство
Кофердамът в строителството представлява водоустойчива преграда, с която се изолира водно пространство за извършване на строителни дейности на сухо, след изпомпване на водата. Структурно наподобява строителен кофраж. Използва се при строителство на мостови опори, язовири и др.